# Francesco Maria Cattaneo
Francesco Maria Cattaneo, auch: Cadanio, Cataneo, Catango (* um 1697 in Lodi[?]; † 20. Dezember 1758 in Dresden) war ein italienischer Violinist und Komponist sowie Konzertmeister der Dresdner Hofkapelle.

## Leben
Francesco Maria Cattaneo wurde um 1697 im norditalienischen Lodi als Sohn Nicolò Maria Cattaneos geboren. Die Sopranistin Maria Santina Cattaneo (auch: Cattanea, * um 1710) ist die jüngere Schwester Francesco Cattaneos.

### Kammermusiker in der Münchner Hofkapelle
In den Jahren 1717/18 wirkte Cattaneo in der Hofkapelle des bayerischen Kurfürsten Maximilian II. Emanuel in München.

### Violinist am sächsisch-polnischen Hof

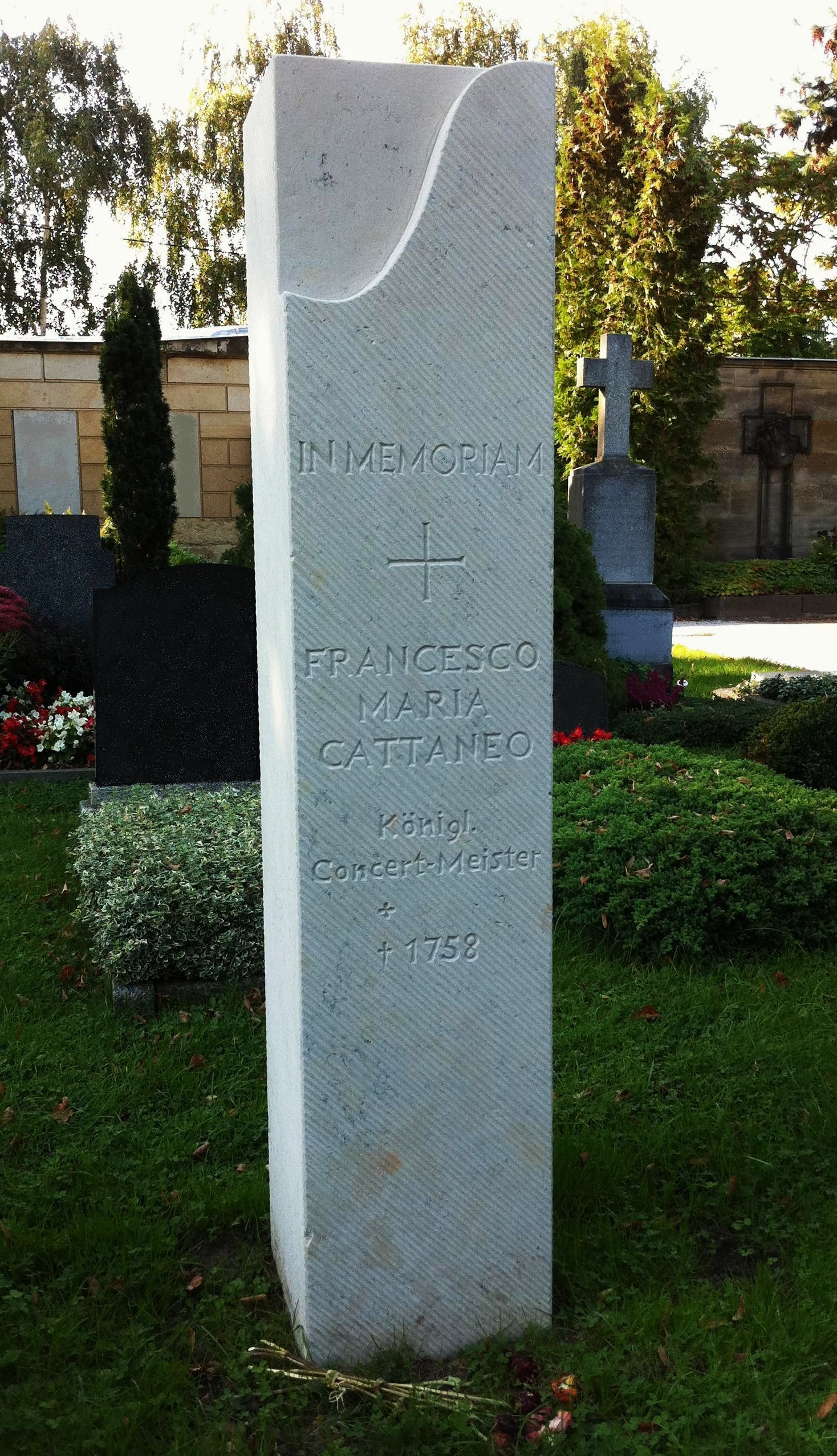
Gedenkstele Fr. M. Cattaneo auf dem Alten Katholischen Friedhof zu Dresden, Entwurf: Sebastian Biesold

Erste Anstellung am sächsisch-polnischen Hof erhielt Cattaneo 1721 in der Privatkapelle des Grafen Jacob Heinrich von Flemming. Im Gefolge Flemmings hielt sich Cattaneo mehrfach in der polnischen Residenz Warschau auf, wo er am 8. Juni 1726 vom sächsischen Kurprinzen Friedrich August in die Dresdner Hofkapelle verpflichtet wurde. Tatsächlich aber befand sich Francesco Maria Cattaneo in der Zeit bis 1733 in den Diensten des Kurprinzen, von dem er maßgeblich gefördert wurde.
Mit der Regierungsübernahme durch den nunmehrigen Kurfürsten Friedrich August II. (als König von Polen August III.) 1733 erscheint Cattaneo mit dem Titel eines Kammerviolinisten unter den Mitgliedern der Dresdner Hofkapelle. Nach dem Tod des langjährigen Konzertmeisters der Hofkapelle, Johann Georg Pisendel, im Jahr 1755 wurde dieses Amt Cattaneo übertragen.
Francesco Maria Cattaneo starb am 20. Dezember 1758 und wurde am folgenden Tag auf dem Alten Katholischen Friedhof Dresden beigesetzt. Das Grab ist nicht mehr erhalten; seit September 2011 erinnert auf dem Friedhof eine Gedenkstele an den Musiker.
Eine Verwandtschaft mit ebenfalls in Dresden wirkenden weiteren Namensträgern konnte nicht nachgewiesen werden. Zu ihnen zählen z. B. der Garderobeninspektor Antonio Maria Cattaneo und dessen Tochter Faustina Guardasoni, Frau des Sängers und Theaterimpresarios Domenico Guardasoni.

## Würdigung
Francesco Maria Cattaneo hielt sich wiederholt in Venedig auf. Er steht gemeinsam mit seiner Schwester Maria Santina, die ebendort unter anderem am Ospedale della Pietà ihre sängerische Ausbildung erhielt, beispielhaft für die engen Beziehungen zwischen der sächsischen Residenz und der Lagunenstadt und dem damit verbundenen Kulturtransfer. Dass Cattaneo in Kontakt mit dem venezianischen Komponisten und Violinvirtuosen Antonio Vivaldi stand, ist wahrscheinlich. Ob er zudem Unterricht bei dem prete rosso erhielt, wie gelegentlich angenommen, ist nicht belegt. Die musikhistorische Leistung Cattaneos ist weniger in seinen Violinkompositionen zu sehen. Vielmehr liegt dessen Bedeutung in seinem Wirken als herausragender Virtuose in der weit gerühmten Dresdner Hofkapelle. Der Zeitgenosse Kittel schrieb in seinem 1740 veröffentlichten Lobgedicht auf die Hofkapelle:
Und Du CATTANEO, den Welschland uns gesandt,

Führst auf der Violin so kunstreich Deine Hand,

Daß keiner fähig ist von Deinen Landes-Leuten,

Dir durch Geschwindigkeit den Vorzug abzustreiten.
Während einige Mitglieder des Ensembles mit Ausbruch des Siebenjährigen Krieges (1756–1763) August III. nach Warschau folgten, war Cattaneo in Dresden verblieben. Die heutige Wahrnehmung seiner Konzertmeistertätigkeit in diesen von Kriegseinwirkungen betroffenen Jahren steht weit hinter der seines Amtsvorgängers Pisendel zurück. Die oft zitierte, auf einem Brief Pisendels an Georg Philipp Telemann beruhende Annahme, Pisendel sei Cattaneo gegenüber feindselig eingestellt gewesen, bleibt kritisch zu hinterfragen und ist vermutlich nicht für den gesamten Zeitraum des gemeinsamen musikalischen Wirkens in Dresden anzunehmen.

## Werke (Auswahl)
Francesco Maria Cattaneo komponierte ausschließlich für Violine. Sein Œuvre umfasst Konzerte, Sonaten und Trios.
- Sonate B-Dur für Violine und Basso continuo, Kritische Erstausgabe hg. von Guido Erdmann, Königsbrunn/Magdeburg 2007 (= Musica obligata 602).
- Sonate F-Dur für Violine und Basso continuo, Kritische Erstausgabe hg. von Guido Erdmann, Königsbrunn/Magdeburg 2007 (= Musica obligata 603).
- Sonate C-Dur für Violine und Basso continuo, Kritische Erstausgabe hg. von Guido Erdmann, Königsbrunn/Magdeburg 2007 (= Musica obligata 604).
- Sonate D-Dur für Violine und Basso continuo, Kritische Erstausgabe hg. von Guido Erdmann, Königsbrunn/Magdeburg 2007 (= Musica obligata 605).
- Sonate per Violino e Basso continuo, mit einer Einleitung von Serena Agostini, hg. von Antonio Frigé, Mailand 2015 (= Edizioni Pian & Forte 43).
- Concerto per Violino principale, Fagotto, Archi e Basso continuo, mit einer Einleitung von Serena Agostini, hg. von Antonio Frigé, Mailand 2015 (= Edizioni Pian & Forte 87).
- Sonaty Francesca Marii Cattaneo (1697–1758) oraz Finali i Duetto z rękopisu tarnowskiego (PL-TA 23), wstęp i opracowanie Irena Bieńkowska, Warszawa 2018 / Sonatas of Francesco Maria Cattaneo (1697–1758) and Finali and Duetto from the Tarnów manuscript (PL-TA 23), edited with introduction by Irena Bieńkowska, Warsaw 2018 (= Musica Revelata; Musicalia 1).

Die Autorschaft des 2012 in die öffentliche Diskussion gebrachten A-Dur-Violinkonzerts (SLUB Dresden: Mus. 2-O-7a-c) ist nicht gesichert.

## Diskographie
- Francesco Maria Cattaneo. Violin Concertos (Dresden, 1730/40), Anton Steck (Violine, Leitung), Wouter Verschuren (Fagott), L’arpa festante (Christoph Hesse), ACCENT 2020; ACC 24364.